# Зізікон
Зізікон (нім. Sisikon) — громада  в Швейцарії в кантоні Урі.

## Географія
Громада розташована на відстані близько 90 км на схід від Берна, 8 км на північ від Альтдорфа.
Зізікон має площу 16,5 км², з яких на 1,3% дозволяється будівництво (житлове та будівництво доріг), 33,8% використовуються в сільськогосподарських цілях, 46,7% зайнято лісами, 18,3% не є продуктивними (річки, льодовики або гори).

## Демографія
2019 року в громаді мешкало 383 особи (-2,5% порівняно з 2010 роком), іноземців було 24%. Густота населення становила 23 осіб/км².
За віковим діапазоном населення розподілялося таким чином: 22,2% — особи молодші 20 років, 62,1% — особи у віці 20—64 років, 15,7% — особи у віці 65 років та старші. Було 165 помешкань (у середньому 2,3 особи в помешканні).
Із загальної кількості 92 працюючих 27 було зайнятих в первинному секторі, 11 — в обробній промисловості, 54 — в галузі послуг.